# 却正庙
却正庙（曲降庙），位于内蒙古自治区通辽市库伦旗妇幼保健站院内，是一座藏传佛教格鲁派寺院。

## 简介
却正庙为清朝康熙年间所建，现存3间硬山式建筑，面积58.5平方米，是中沙巴尔台居民兴建，其内主供三世佛。该建筑东南侧有松树1株，直径1.04米，高11米。